# Ptochophyle subdefinita
Ptochophyle subdefinita là một loài bướm đêm trong họ Geometridae.